# Instituto de Cinema
O Instituto de Cinema (INC) é uma das maiores e mais reconhecidas Escolas de Cinema e audiovisual do Brasil. Localizada em São Paulo, a escola oferece mais de 160 cursos de cinema presenciais e online para quem quer se profissionalizar ou aperfeiçoar no mercado de cinema e série de TV.

## O INC
O Instituto de Cinema é uma escola de cinema nascida de um coletivo de profissionais do audiovisual, diretores, produtores, acadêmicos e educadores inspirados em transformar o ensino da arte de maneira crítica e objetiva. Seus mais de 100 professores são profissionais do mercado engajados em torno do projeto politico-pedagógico com foco em profissionalizar e racionalizar o mercado de audiovisual no Brasil. Seus cursos vão do básico até a pós-graduação em várias áreas do cinema.      

## História
Em junho de 2012 profissionais da educação e do cinema reuniram produtoras e entidades do setor em torno de um novo projeto de educação na área de audiovisual. O projeto visava tornar-se um CT (centro de treinamento) das produtoras de São Paulo. Por três anos, tendo como sede a produtora Operahaus Filmes, grupos de discussão, oficinas e cursos experimentais foram desenvolvidos em diversos espaços da cidade, como na primeira edição do Giffoni Film Festival no Brasil em 2014.
Essa fase ficou conhecida por gerar eventos que atraíram a atenção da comunidade do cinema. O FilmTalks foi pensado em parceria com a Modern School of Film de Nova Yorque. O projeto que promove debates abertos ao público e sua primeira edição foi conduzida pelo cineasta norte-americano Robert Milazzo. Milazzo trouxe seu modelo inspirado no Actors Studio, entrevistando Fernando Meirelles, Laís Bodansky entre outros. Ao longo dos anos o projeto FilmTalks também trouxe outros profissionais consagrados, como p roteiristas Craig Bolotin, autor de Chuva Negra e Procura-se Susan Desesperadamente. Fundou-se também o Coletivo Mulheres no Cinema, grupo que iniciou discussões e trabalhos importantes ao longo dos anos aqui Instituto.  
Com a consolidação dos cursos e eventos, em 2015, o grupo resolveu fundar o Instituto. O InC nasceu com a missão de combater a especulação no ensino de cinema, principalmente dos cursos sem regulação e com preços impraticáveis. Na fundação, o Conselho Gestor instituiu os valores de democratização do acesso à educação de cinema e à profissionalização do mercado de audiovisual no país como condições primordiais de sua atuação.            
Ainda em 2015, dando continuidade as parcerias internacionais, neste mesmo ano o InC ajudou a criar um dos maiores e atualmente mais consolidados festivais de documentário do mundo, o DOCSP, inspirado no  DOC Montivideo.             
Em 2016 começaram os preparativos para a montagem da nova sede, na Praça Benedito Calixto, em São Paulo. A localização foi escolhida por se tratar de um dos espaços mais democráticos da cidade. Para compor o espaço de educação profissional no setor, o InC convidou o CEMEC (Cultura e Mercado), instituição fundada por Leonardo Brant e Fabio Cesnik e que desde 1998 é referência nacional nos cursos de produção cultural e executiva.  
Em 2017 o InC tornou-se parceiro do Museu da Imagem e do Som do Governo do Estado de São Paulo. Ainda em 2017 reuniu mais de 30 profissionais em torno de um projeto de formação técnica em cinema, o FilmlLab. O curso de formação técnica foi lançado em junho de 2018. 
Nesta mesma época o Instituto passou a assinar os programas de pós-graduação em cinema da Faculdades Integradas Rio Branco, que, utilizando parte da formação técnica com uma grade complementar, trata-se do maior programa de pós-graduação em audiovisual do país com formações em Roteiro, Direção, Fotografia, Produção Executiva, Distribuição e Exibição. 
Ainda em 2017 o Instituto teve a honra de participar de um programa de formação da prefeitura de São Paulo, ligada a Spcine, o Sampa Cine TEC. Ministrando a ultima fase técnica de formação, o INC recebeu mais de 30 jovens em um programa pioneiro, reconhecido e auditado pela Flacso. Os grandes eventos também seguiram como o lançamentos dos curtas da TNT, palestras como Mirna Nogueira (Paris Filmes), Festivais Internacionais como o Shortcup Film Festival.
Em 2018 foi lançado o Youtube Experience, inspirado no curso interno do próprio Youtube para influencers. Neste ano o InC também ultrapassou da marca de 140 curtas por ano. Passou a atuar em projetos de outros estados como Mato Grosso (com o projeto Cinema no Mato), no Rio Grande do Norte e no Mato Grosso do Sul. Hoje, o objetivo é chegar na maior parte dos estados da nação, principalmente os com poucos recursos na área do cinema.  
Em 2019 apresentou vários cursos novos e inéditos: uma nova versão do Mulheres no Cinema, concatenado com os princípios do projeto inciado em 2014. O curso de maquiagem do Hollywood Lab, criado pela Head de maquiagem radicada em Los Angeles, Bruna Nogueira. O primeiro curso de Distribuição e Exibição do Brasil, um curso inédito, que trouxe para a sala de aula nomes como Roberto Lima, ex-diretor da ANCINE, Adhemar Oliveira, criador do Espaço Itaú, Luiz Gonzaga Assis De Luca, presidente da rede Cinépolis, Suzana Lobo dos estúdios Quanta, Davi Turkie, ex-executivo da Warner e o ano terminou com o lançamento do Curso de "Cinema Queer".

## Alunos
Nos três primeiros anos de existência o Instituto já teve mais de 7 mil alunos, realizou mais de 300 curtas-metragens e seus alunos e mestres escreveram séries e longas premiados no Brasil e no mundo. Ex-alunos que montaram suas produtoras, ganham prêmios nacionais e internacionais e se inseriram no mercado em empresas como Globo, Gullane, O2 Filmes, Conspiração, Academia de Filmes, entre outras. 
O DNA de formação do projeto educacional sempre esteve atrelado a uma leitura crítica da Educação de Cinema no país. Alguns dos profissionais que fundaram o projeto tinham uma veia de politização do setor. Nessa época várias inciativas forma pioneiras como o grupo de discussão sobre o papel da Mulher no Cinema, com palestras e publicações, um programa de bolsa integral para alunos de projetos como Querô, Criar e outras organizações sociais (hoje um programa com mais de 200 bolsas por ano), a construção de um material didático alinhado com o projeto político-pedagógico de formação de profissional em Cinema, o "Projeto Camarada", um programa de estágio empresa-escola que visava inserção no mercado de trabalho aos profissionais formados e até o financiamento no desenvolvimento de projetos de alunos com recursos da própria instituição. 
Hoje, cerca de 35% do público do Instituto vem da indicação de ex-alunos. São colegas, amigos e parceiros, que reconhecem a vontade do InC de ensinar de verdade, sem enrolações e com gente que trabalha no mercado. 

## Cursos
Com mais de 80 cursos na grade, o Instituto de Cinema disponibiliza diversas opções para quem quer estudar cinema, que vão de cursos básicos a cursos avançados.
Sua missão é proporcionar uma formação completa independente do curso escolhido, prezando por uma visão panorâmica das possibilidades de atuação no cinema e na televisão de modo que o aluno tenha autonomia para testar sua vocação em diferentes áreas e escolher aquela em que se sente mais à vontade.
O InC conta com cursos voltados às necessidades do mercado para que o aluno receba seu diploma e esteja pronto para trabalhar na área. Para isso, os cursos englobam exercícios práticos que visam colocar em prática a teoria aprendida em sala de aula, seja em sets de filmagem ou rodadas de pitchings com potenciais investidores.
Abaixo, os cursos mais tradicionais do Instituto:

### Cinema Total
O Cinema Total é a opção ideal para quem tem interesse em estudar e trabalhar com cinema, porém ainda não está decidido em relação à área de atuação. Afinal, as possibilidades são muitas: Direção, Direção de fotografia, Roteiro, Produção, edição, etc. Pensando nisso, o Cinema Total passa por todas as áreas que envolvem a produção de um filme, da concepção à finalização.
Neste curso, o aluno aprende tudo sobre produção, roteiro, direção, direção de fotografia, direção de arte, áudio, edição e história do cinema. Além da parte teórica, também participa da gravação de 2 curtas-metragens em sua posição de preferência. O curso também conta com monitorias especializadas caso tenha alguma dúvida relacionada a iluminação, áudio, câmeras, etc.
O InC oferece turmas do Cinema Total com horários e dias flexíveis, tendo turmas de sábados, de semana e de férias nos horários da manhã, tarde e noite.

### FilmLAB
O FilmLAB é um curso avançado de cinema voltado para diferentes públicos, desde quem não tem nenhuma experiência prévia na área até aqueles que já tem conhecimentos específicos mas buscam por uma formação mais panorâmica.
Neste curso, alunas e alunos aprendem todos os processos relacionados à produção e inserção de um longa-metragem no mercado. Trata-se de uma formação panorâmica e aplicada que abarca desde a concepção inicial do projeto, partindo de um argumento, até o lançamento do filme.
Neste processo, o discente trabalha no desenvolvimento de um projeto de longa (até a inscrição em leis de incentivo), grava pelo menos 4 curtas e desenvolve o todo projeto de um curta-metragem do roteiro a captação de recursos. Pensado para o mercado brasileiro, o curso aborda o modelo de produção industrial norte-americano (e variantes), mas volta-se às especificidades das produções nacionais.

### Showrunner - Curso de Séries de TV
O Showrunner é um curso rápido e eficiente pra quem quer trabalhar com Série de TV. Em seis aulas de roteiro os professores passam por conceitos da construção de uma série de TV e da formação e liderança de uma sala de roteiristas. Em três aulas de produção você aprende sobre o mercado, precificação e pitching. Constrói um projeto de série junto aos professores e apresenta pra profissionais do mercado em um dia de pitching/rodada de negócios.
Já estiveram nestes pitchings do Showrunner verdadeiras celebridades do mercado, como Caio Gullane (Gullane Entretenimento - "Carcereiros", "Unidade Básica"), Zico Goes (VP de conteúdo da FOX), entre outros desenvolvedores e produtores renomados.
Há mais de 6 anos sendo ministrado, o curso já conta com mais de 30 edições realizadas e diversos projetos desenvolvidos. A própria Operahaus, produtora ligada ao InC, investiu R$120 mil no desenvolvimento da série "Repulsão" criada por um aluno apresentada no mesmo.

## Infraestrutura
O Instituto de Cinema está localizado em São Paulo, na Praça Benedito Calixto, em Pinheiros. Trata-se de uma região central e acessível, com segurança e ampla oferta de ônibus e metrô.
São mais de 1200m² com salas de aula, sala de edição, boulevard e estúdio. Sua biblioteca é uma parceria com a Cultura e Mercado e a Choque Cultural com mais de 1500 volumes sobre arte e cultura.
O equipamento utilizado no InC é profissional. São utilizadas marcas como Canon, Arriflex, Senheizer, Blackmagic, Manfroto, Sigma, Bower, Rode. Além disso, o Instituto tem parcerias e descontos com as grandes locadoras como Elitecam, Bureau, entre outras.

## Eventos

### Palestras e Masterclass
Parte da vocação do Instituto de Cinema é colocar pessoas em contato, fomentar grupos de interesse coletivo, fazer a ponte entre o aluno e o mercado. Diversos profissionais renomados já passaram pelo Instituto, seja fazendo palestra, banca de pitching ou através dos projetos especiais do InC, como o “Mulheres no Audiovisual”. Esses eventos, muitas vezes gratuitos, já receberam nomes como Fernando Meirelles, Lais Bodanzky, Luiz Bolognesi, entre outros.

### Curtas e Festivais
No cinema, fazer é fundamental. No Instituto de Cinema, alunos produzem mais de 240 curtas por ano. Além disso, escreveram mais 60 séries, 2000 curtas e 40 longas somente em em 2019. Muitos destes trabalhos concorrem a Festivais no mundo todo depois do curso.
O Beco Film Festival é a mostra e festival de curtas do InC, acontece no mês de Julho e conta com uma curadoria envolvendo importantes nomes do cinema nacional.